# Aretas B. Fleming

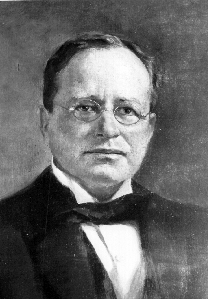
Aretas B. Fleming

Aretas Brooks Fleming (* 15. Oktober 1839 in Fairmont, Marion County, Virginia; † 13. Oktober 1923 ebenda) war ein US-amerikanischer Politiker und von 1890 bis 1893 der achte Gouverneur des Bundesstaates West Virginia.

## Frühe Jahre und politischer Aufstieg
Der im heutigen West Virginia geborene und aufgewachsene Aretas Fleming studierte an der University of Virginia Jura. Nach bestandenem Examen und seiner Zulassung als Rechtsanwalt eröffnete er in Fairmont eine Kanzlei. Im Jahr 1863 wurde er Staatsanwalt im Marion County. Zwischen 1872 und 1875 saß Fleming im Abgeordnetenhaus von West Virginia; von 1878 bis 1888 war er Bezirksrichter. In dieser Zeit wurde er einer der Berater des US-Senators und Industriemagnaten Johnson N. Camden. Im Jahr 1888 wurde Fleming von der Demokratischen Partei als Kandidat für die Gouverneurswahlen aufgestellt. Diese Wahlen sollten in die Geschichte des Staates eingehen.

## Umstrittene Gouverneurswahl
Fleming und seinen republikanischen Konkurrenten Nathan Goff trennten nur etwa 100 Stimmen. Der unterlegene Fleming focht die Wahl dann in einigen Bezirken an  und betrachtete sich als neuen Gouverneur. Da bis zum regulären Ablauf der Amtszeit von Vorgänger Emanuel W. Wilson keine Entscheidung gefallen war, ließen sich Fleming und Goff von ihren jeweiligen Anhängern als Gouverneur vereidigen. Um die Sache noch komplizierter zu machen, beanspruchte der Senatspräsident Robert S. Carr in seiner Eigenschaft als Vertreter des Gouverneurs ebenfalls dieses Amt bis zur Klärung des Wahlausgangs. Das oberste Gericht entschied schließlich, dass der amtierende Gouverneur Wilson so lange im Amt verbleiben sollte, bis die Frage des Wahlausgangs geklärt sei. Im Januar 1890 erklärte die demokratische Mehrheit im Staatsparlament ihren Kandidaten Fleming zum Wahlsieger, der dann am 5. Februar 1890 sein Amt antreten konnte. An diesem Tag schied Wilson dann aus dem Amt aus.

## Gouverneur von West Virginia
Aufgrund der umstrittenen Wahl war zum Zeitpunkt seines Amtsantritts bereits ein Jahr seiner Legislaturperiode verstrichen. Somit konnte Fleming nur knapp drei Jahre bis zu deren turnusmäßigem Ende am 4. März 1893 amtieren. In seiner Amtszeit wurde ein Arbeitsministerium (State Bureau of Labor) gegründet. Eine Verbesserung des Wahlsystems war die Einführung von einheitlichen Stimmzetteln. Fleming setzte sich für den Ausbau der Kohlenindustrie ein. Ansonsten wurde er wegen der Vorgänge um seine Wahl von der republikanischen Opposition angefeindet; viele seiner Vorschläge wurden einfach abgelehnt und damit seine Regierung gelähmt.

## Weiterer Lebenslauf
Nach dem Ende seiner Amtszeit zog sich Fleming nach Fairmont zurück, wo er als Anwalt tätig war. Später war er noch Präsident der Handelskammer (Board of Trade) von West Virginia. Aretas Fleming starb im Oktober 1923. Er war mit Carrie M. Watson verheiratet, mit der er vier Kinder hatte.